# Équipe du Guatemala féminine de volley-ball
L'équipe du Guatemala féminine de volley-ball est composée des meilleures joueuses guatémaltèques sélectionnées par la Fédération Guatémaltèque de volley-ball. Elle est actuellement classée au 64e rang de la Fédération internationale de volley-ball au 11 juillet 2022.

## Sélection actuelle
Sélection pour les qualifications aux Championnats du monde 2010.
Entraîneur :  Leivis Ormani garcia Leon ; entraîneur-adjoint :  Julio Rolando Dominguez

## Palmarès et parcours

### Palmarès
Néant.

### Parcours

#### Championnat d'Amérique du Nord
| - 1969 : 8e - 1971 : Non qualifié - 1973 : Non qualifié - 1975 : Non qualifié - 1977 : Non qualifié - 1979 : 7e - 1981 : 9e - 1983 : Non qualifié - 1985 : 9e - 1987 : Non qualifié | - 1989 : 8e - 1991 : Non qualifié - 1993 : Non qualifié - 1995 : Non qualifié - 1997 : Non qualifié - 1999 : Non qualifié - 2001 : Non qualifié - 2003 : Non qualifié - 2005 : Non qualifié - 2007 : Non qualifié | - 2009 : Non qualifié |

#### Coupe panaméricaine
| - 2002 : Non qualifié - 2003 : Non qualifié - 2004 : 10e - 2005 : Non qualifié - 2006 : Non qualifié - 2007 : Non qualifié - 2008 : Non qualifié - 2009 : 11e - 2010 : Non qualifié |